# RCF Vendée
 (octobre 2022).
Si vous disposez d'ouvrages ou d'articles de référence ou si vous connaissez des sites web de qualité traitant du thème abordé ici, merci de compléter l'article en donnant les références utiles à sa vérifiabilité et en les liant à la section « Notes et références ».
RCF Vendée est l'une des radios locales du réseau RCF. Elle émet sur cinq émetteurs sur le département de la Vendée. Comme ses consœurs, la radio du Diocèse de Luçon propose les programmes nationaux, mais aussi des programmes locaux comme les Matinales, le magazine pratique, Info-Soir...
RCF Vendée retransmet également certains évènements du département et du diocèse comme le Printemps du Livre de Montaigu, la Fête familiale du 1er juin 2008, l'ordination de Mgr Castet le 29 juin 2008. Avec son bus studio, la radio du Diocèse de Luçon a sillonné également le département pendant quelques années. La radio propose depuis l'été 2008 une tournée des plages. 

## Historique
RCF Vendée a émis pour la première fois le 13 mai 1992, sous le nom de Parabole Vendée. Il aura fallu pas moins de 5 ans pour que le père Claude Arrignon, premier directeur de la radio aux côtés du père Claude Morisset, mène ce projet ambitieux à terme. Un projet soutenu par les évêques successifs, notamment Charles Paty, alors évêque du diocèse de Luçon

### De Parabole à RCF
C'est en janvier 1996 que Parabole Vendée est rebaptisée RCF Vendée. Le réseau RCF compte alors 42 radios locales. Elle partage ainsi les programmes nationaux tout en continuant de produire des programmes locaux. La radio se veut proche des vendéens, de l'actualité du département, qu'elle soit généraliste ou diocésaine. Pendant que le réseau grandit (aujourd'hui RCF compte 64 radios locales et une antenne nationale), de nouveaux moyens se développent.
En 2000, RCF passe sur satellite et commence à produire en numérique. En 2010, un cap est passé lorsque le réseau RCF devient le premier réseau indépendant de radios associatives. Avec le lancement du site web en 2011, un nouveau logo et une nouvelle identité visuelle voient le jour et RCF Vendée suit le mouvement. Puis, en 2015, c'est un nouveau tournant qui est opéré. La Joie devient la nouvelle marque de l'antenne. Le logo change de nouveau et prend des couleurs vives, la signature passe de "La radio dans l'âme" à "la Joie se partage" et la radio change également son site web, renforce ses contenus et son offre multimédia.

### Premier directeur laïc: Hervé Le Roch
En 2000, une autre étape est franchie avec l'arrivée d'Hervé Le Roch, premier directeur laïc de RCF Vendée. Pendant 10 ans, il participe au développement de la radio, faisant de RCF une véritable radio d'information locale. Aujourd'hui, près d'un vendéen sur deux connaît RCF[réf. souhaitée] selon le sondage Médiamétrie de 2015. 
Hervé Le Roch s'est attaché à développer le bénévolat. Dès le départ, cette radio diocésaine n'a pu exister et se développer que grâce à l'engagement de plusieurs dizaines de bénévoles. La radio dépasse pendant un moment la centaine de bénévoles actifs[réf. souhaitée] qui se répartissent dans différentes catégories : production de chroniques et d'émissions, techniciens pour les enregistrements et direct, animateurs et standardistes notamment en ce qui concerne le téléphone du samedi, etc.
En 2011, il cède sa place pour prendre la direction des programmes de TV Vendée. A la tête de la radio se sont ensuite succédé Séverine Laurent, ancienne journaliste de la station, puis en 2014 Patrick Lonchampt, ancien directeur de Fidélité Nantes, et enfin depuis septembre 2015, Grégoire Moreau, qui assure en même temps de le poste de directeur de communication pour le diocèse.
Auberi Maitrot est directrice de RCF Vendée depuis Février 2022 après avoir été journaliste à France Bleu Poitou puis à radio Sweet FM au Mans et RCF Le Mans.

## Programmation
Comme ses consœurs, la radio du Diocèse de Luçon propose des programmes nationaux et locaux. Avec chacun des directeurs, ainsi qu'avec les changements touchant l'équipe des journalistes, animatrices, animateurs et secrétaires, ce sont à chaque fois de nouveaux programmes qui sont proposés aux vendéens.
RCF Vendée retransmet certains événements du département et du Diocèse comme le Printemps du Livre de Montaigu, la Fête familiale du 1er juin 2008, l'ordination de Mgr Castet le 29 juin 2008. Avec son bus studio, la radio du Diocèse de Luçon a sillonné le département pendant quelques années.

## Diffusion
RCF Vendée utilise cinq émetteurs sur le département de la Vendée pour diffuser ses programmes sur la bande FM, en s'appuyant sur les fréquences suivantes, exprimées en MHz : 
- La Roche-sur-Yon : 104,5
- Les Sables-d'Olonne : 93,9
- Fontenay-le-Comte : 92,5
- Saint-Gilles-Croix-de-Vie : 88,0
- Pouzauges : 95,4